# Pietà (Bellini)
Pour les articles homonymes, voir Pietà.
Pietà est un tableau réalisé par le peintre italien Giovanni Bellini vers 1505. De format horizontal, cette huile sur panneau est une Vierge de Pitié qui représente Marie tenant le corps mort de Jésus-Christ devant un paysage à l'horizon bouché par une ville fortifiée. L'œuvre est conservée depuis 1934 aux galeries de l'Académie, à Venise, en Vénétie.